# Дацайдам
Адміністративна зона Дацайдам (кит.: 大柴旦行政委员会) — адміністративна одиниця другого рівня у складі Хайсі-Монголо-Тибетської автономної префектури.

## Географія
Дацайдам розташовується на північ від Тибетського плато в однойменній западині.

### Клімат
Місто знаходиться у зоні, котра характеризується кліматом тропічних пустель. Найтепліший місяць — липень із середньою температурою 15 °C (59 °F). Найхолодніший місяць — січень, із середньою температурою -13.3 °С (7 °F).
| Клімат Дацайдама                                               | Клімат Дацайдама | Клімат Дацайдама | Клімат Дацайдама | Клімат Дацайдама | Клімат Дацайдама | Клімат Дацайдама | Клімат Дацайдама | Клімат Дацайдама | Клімат Дацайдама | Клімат Дацайдама | Клімат Дацайдама | Клімат Дацайдама | Клімат Дацайдама |
| Показник                                                       | Січ.             | Лют.             | Бер.             | Квіт.            | Трав.            | Черв.            | Лип.             | Серп.            | Вер.             | Жовт.            | Лист.            | Груд.            | Рік              |
| Абсолютний максимум, °C                                        | 1                | 6                | 13               | 18               | 22               | 25               | 27               | 27               | 27               | 15               | 10               | 2                | 27               |
| Середній максимум, °C                                          | −3               | 0                | 5                | 12               | 16               | 20               | 22               | 21               | 16               | 9                | 2                | −3               | 10               |
| Середня температура, °C                                        | −13              | −9               | −3               | 2                | 8                | 12               | 15               | 14               | 8                | 1                | −6               | −11              | 1                |
| Середній мінімум, °C                                           | −23              | −20              | −12              | −5               | 0                | 3                | 7                | 7                | 1                | −8               | −16              | −22              | −7               |
| Абсолютний мінімум, °C                                         | −31              | −27              | −22              | −16              | −10              | −2               | 2                | −3               | −8               | −20              | −30              | −31              | −31              |
| Норма опадів, мм                                               | 2                | 2                | 2                | 3                | 12               | 21               | 18               | 14               | 6                | 1                | 1                | 1                | 82               |
| Вологість повітря, %                                           | 38               | 23               | 27               | 26               | 32               | 30               | 36               | 39               | 36               | 32               | 44               | 45               | 34               |
| -------------------------------------------------------------- | ---------------- | ---------------- | ---------------- | ---------------- | ---------------- | ---------------- | ---------------- | ---------------- | ---------------- | ---------------- | ---------------- | ---------------- | ---------------- |
| Джерело: Weatherbase, Weatherbase — вологість, середня темп-ра |                  |                  |                  |                  |                  |                  |                  |                  |                  |                  |                  |                  |                  |